# Spike Edney

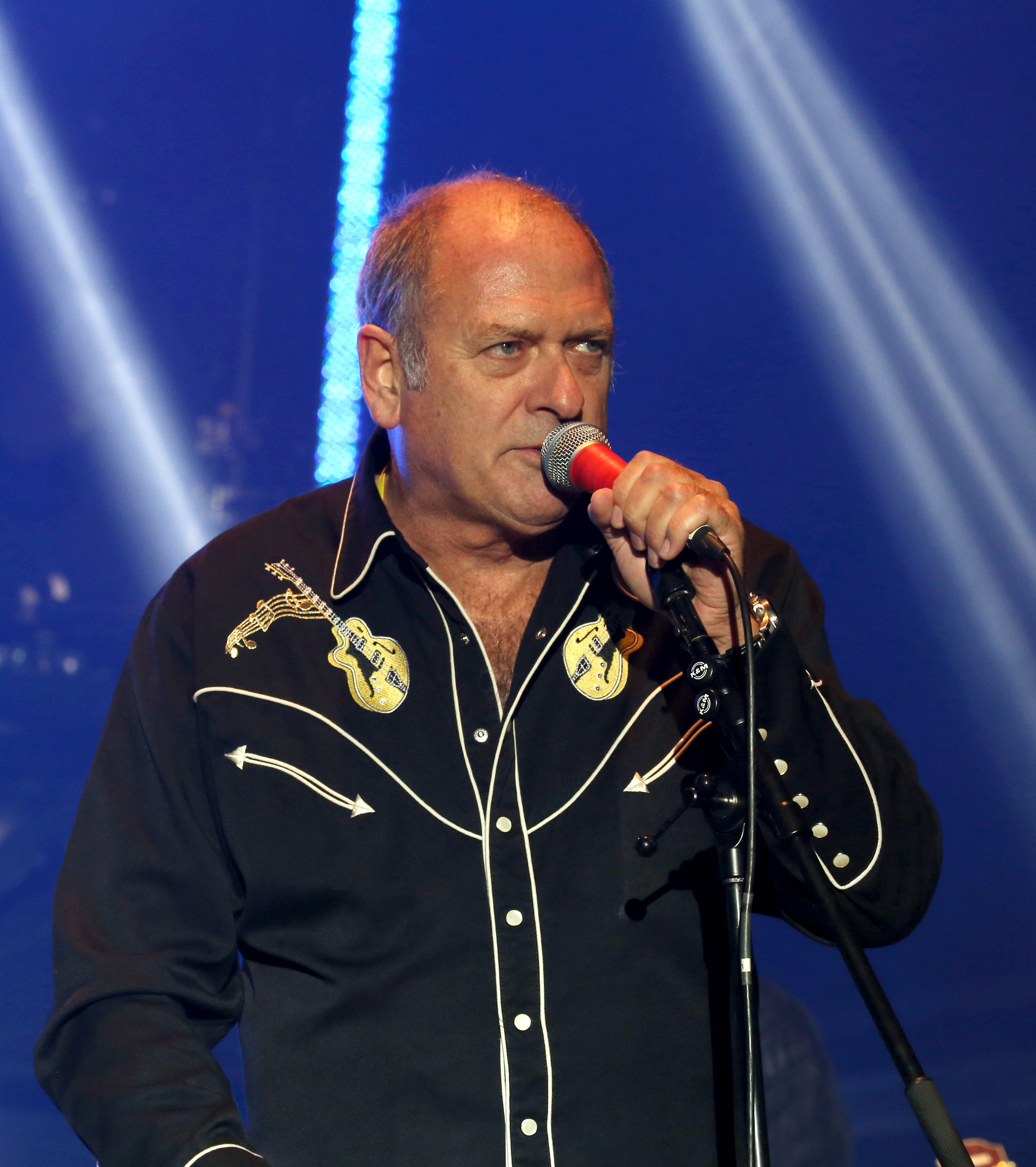
Spike Edney, 2013

Spike Edney (* 11. Dezember 1951) ist ein britischer Musiker. Seit 1984 begleitet er die Rockgruppe Queen bei deren Live-Auftritten am Keyboard.

## Musikalisches Wirken
In den 1970er Jahren war Edney an Aufnahmen und Tourneen der Soul-Musiker The Tymes und Ben E. King beteiligt. Er spielt Keyboard, Bass, Gitarre und Posaune. In den folgenden Jahren arbeitete er unter anderem mit Edwin Starr, Duran Duran, The Boomtown Rats, Dexys Midnight Runners, Haircut 100 und The Rolling Stones zusammen.
Seit der Works-Tournee spielt Spike Edney bei Konzerten von Queen Keyboard; zusätzlich war er in einigen Stücken am Klavier, an der Rhythmusgitarre (Hammer to Fall) sowie als Background-Sänger zu hören. Als Keyboarder wirkte er auch an den Aufnahmen von Queens Studio-Album A Kind of Magic mit. Im Rahmen der Tourneen von Queen + Paul Rodgers in den Jahren 2004 bis 2009 und von Queen + Adam Lambert seit dem Jahre 2009 spielt Edney erneut Keyboard und er singt Backing Vocals.
Edney war an zahlreichen Solo-Projekten der Musiker von Queen beteiligt. Er war Mitglied sowohl von Roger Taylor Band The Cross als auch von Brian Mays Live-Band in den 1990er Jahren. Darüber hinaus war er Keyboarder bei der Londoner Produktion des Musicals We Will Rock You.
Mitte der 1990er Jahre gründete Edney die SAS Band (Spike’s All Stars). Die Aufnahmen und Auftritte der Gruppe fanden mit wechselnden Musikern statt, darunter waren die Queen-Mitglieder Taylor, May und John Deacon sowie u. a. Chris Thompson, Fish, Kiki Dee, Steve Lukather, Paul Rodgers, Ian Anderson und Bob Geldof.

## Diskografieauswahl

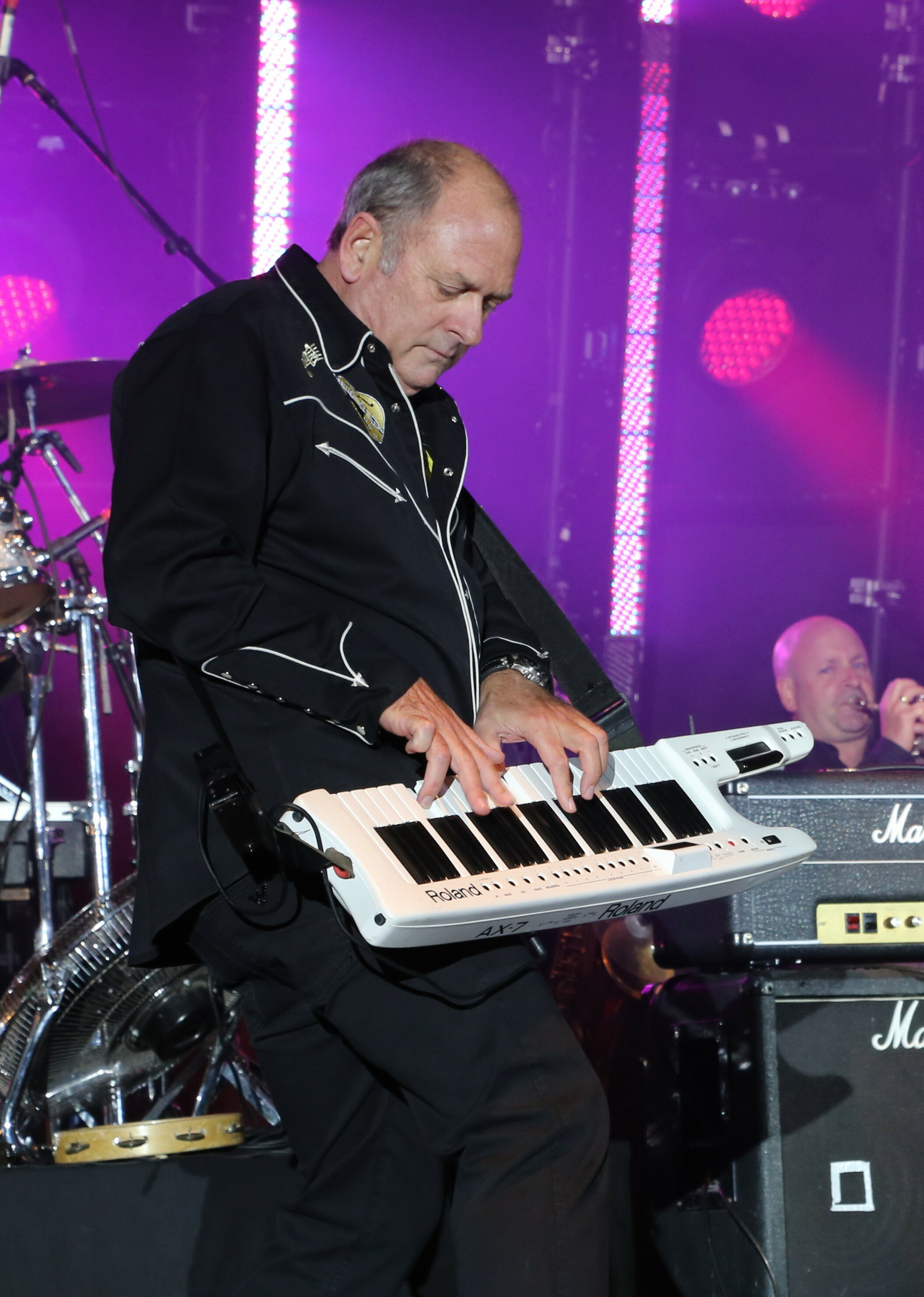
Spike Edney, 2013

### Alben
Mit The Cross:
- Mad, Bad, and Dangerous to Know (1990)
- Blue Rock (1991)

Mit SAS Band:
- SAS Band (199?)
- The Show (Live-Album, 200?)

Mitwirkung an weiteren Studio-Alben:
- Queen: A Kind of Magic (1986)
- Brian May: Another World (1998; Keyboards in Slow Down)

Mitwirkung an weiteren Live-Alben:
- Queen: Live Magic (1986)
- Queen: Live at Wembley ’86 (1992)
- The Brian May Band: Live at the Brixton Academy (1994)
- Queen + Paul Rodgers: Return of the Champions (CD/DVD, 2005)

### Videos
Beteiligungen an Live-Videos:
- Queen: Live in Rio (VHS, 1985)
- Queen: Live in Budapest (VHS, 1987)
- The Brian May Band: Live at the Brixton Academy (VHS, 1994)
- Queen+: The Freddie Mercury Tribute Concert (DVD, 2002)
- Queen: Live at Wembley Stadium (DVD, 2003)
- 46664 – The Event (DVD, 2004)
- Live Aid (DVD, 2004)
- Queen + Paul Rodgers: Return of the Champions (DVD/CD, 2005)
- Queen + Paul Rodgers: Super Live in Japan (DVD, 2006, nur in Japan erschienen)
- Queen + Paul Rodgers: Live in Ukraine (DVD/CD, 2009)